# Фраксион ел Гаљито, Франсиско Рохас Рохас (Пенхамо)
Фраксион ел Гаљито, Франсиско Рохас Рохас (шп. Fracción el Gallito, Francisco Rojas Rojas) насеље је у Мексику у савезној држави Гванахуато у општини Пенхамо. Насеље се налази на надморској висини од 1700 м.

## Становништво
Према подацима из 2005. године у насељу је живело 6 становника.

### Хронологија
| Година       | 2000 | 2005 |
| ------------ | ---- | ---- |
| Становништво | 8    | 6    |

### Попис
| # | Индикатор                        | Вредност |
| - | -------------------------------- | -------- |
| 1 | Укупно појединачних домаћинстава | 2        |